# 南阿蘇村立両併小学校
南阿蘇村立両併小学校（みなみあそそんりつりょうへいしょうがっこう）は、熊本県阿蘇郡南阿蘇村両併にあった小学校。

## 沿革
- 1873年(明治6年) - 市下小学校創立。
- 1879年(明治12年)5月 - 両併小学校と改称。
- 1888年(明治21年)5月 - 吉田小学校簡易科両併出張授業場と改称。
- 1890年(明治23年)2月 - 両併尋常小学校として独立。
- 1921年(大正10年)7月 - 統合され白水尋常小学校両併部となる。
- 1934年(昭和9年)9月 - 両併尋常小学校として独立。
- 1941年(昭和16年)4月 - 両併国民学校と改称。
- 1947年(昭和22年)4月 - 白水村立両併小学校と改称。
- 2005年(平成17年)2月13日 - 南阿蘇村成立に伴い、南阿蘇村立両併小学校と改称。
- 2021年(令和3年)4月 - 村立中松小学校・白水小学校と合併し、村立白水小学校となる。

## 学校周辺
- 熊本県道28号熊本高森線